# Mantantu Kidumu
Mantantu Kidumu (17 novembre 1946) è un ex calciatore della Repubblica Democratica del Congo, di ruolo centrocampista.

## Carriera

### Club
Ha cominciato la carriera nel Diables Rouges Mbanza Ngungu.
Con l'Imana Kinshasa (in seguito noto come Motema Pembe) ha vinto due campionati dello Zaire.

### Nazionale
Insieme alla Nazionale di calcio della Repubblica Democratica del Congo vinse la Coppa d'Africa 1974 e si qualificò e partecipò al campionato del mondo 1974.

## Palmarès

### Club
- Campionato della Repubblica Democratica del Congo: 2

Imana Kinshasa: 1974, 1978
- Coppa della Repubblica Democratica del Congo: 2

Imana Kinshasa: 1974, 1978

### Nazionale
- Coppa d'Africa: 2

Etiopia 1968, Egitto 1974